# شهرستان ترانسیلوانیا (کارولینای شمالی)
شهرستان ترانسیلوانیا، کارولینای شمالی (به انگلیسی: Transylvania County, North Carolina) یک سکونتگاه مسکونی در ایالات متحده آمریکا است که در کارولینای شمالی واقع شده‌است.

## خصوصیات
شهرستان ترانسیلوانیا ۹۸۶٫۷۹ کیلومترمربع مساحت دارد.